# 東林寺 (九江市)

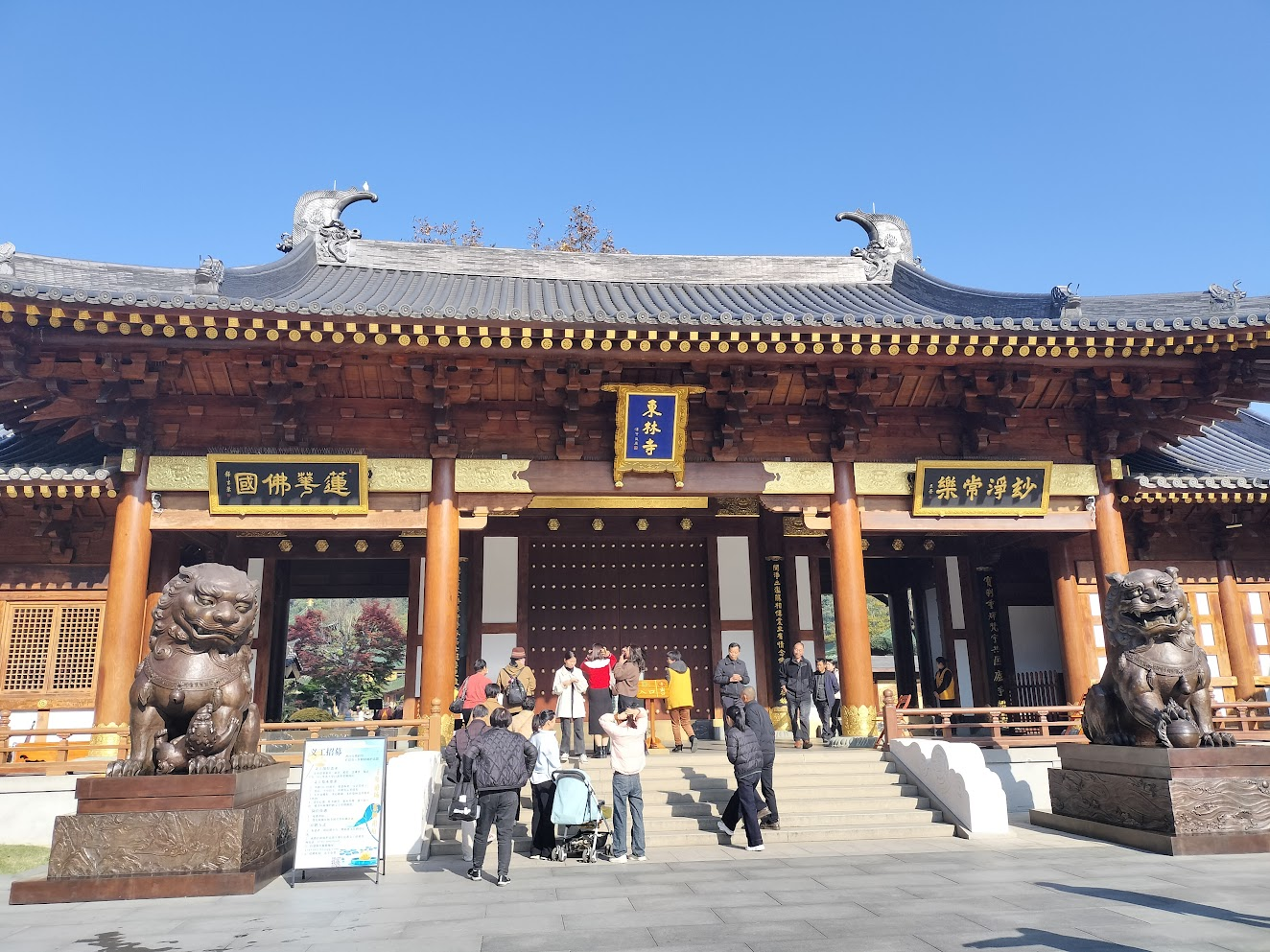
東林寺　入口

東林寺（とうりんじ）は、中国の世界遺産である廬山にあり、江西省九江市に位置している。

## 概要
九江市の中心部から16キロのところにあり、廬山にあることから廬山東林寺とよく呼ばれている。建立は東晋の太元九年（384年）であり、廬山にある寺院の有名な一つである。浄土宗発祥の地とされ、日本の浄土宗や浄土真宗からも師が居た場所とされている。1983年に国務院に仏教全国重点寺院に指定された。

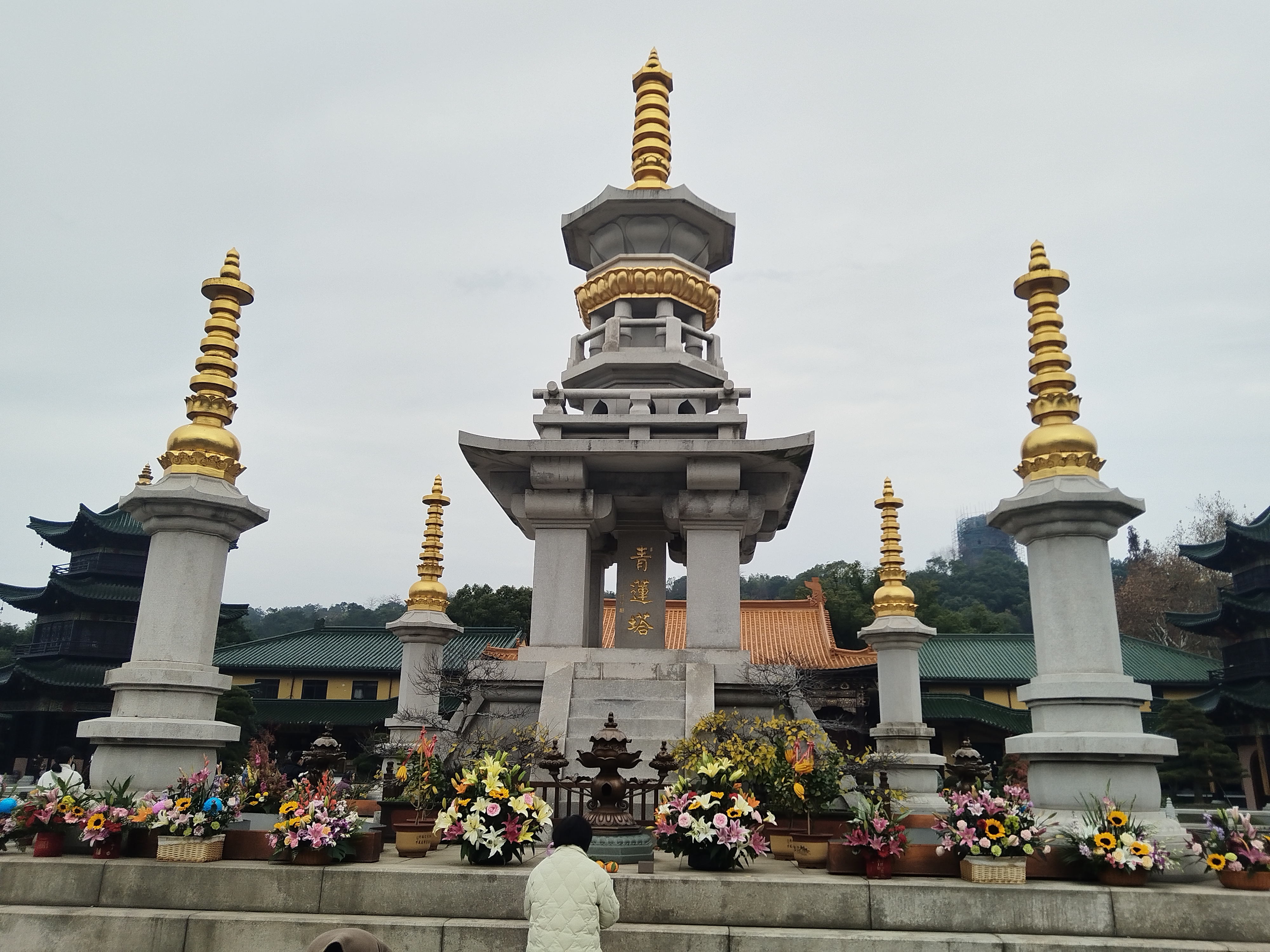
仏舎利塔

東林寺の始まりは慧遠大師である。彼は南下して仏法を広めようとしていたその途中で、廬山に立ち寄った。それがいつの間にか三年にも及び、慕うものも増えた。江州刺史であった桓伊が、この地に寺を建立するように提案し、それがきっかけとなり朝廷の許可と百姓の支援もあり、慧遠を中心にして寺院が建立された。
慧遠は常に東林にいたとされ、太元十五年（390年）に中国でも初めてとなる仏教結社「白蓮社」を立ち上げた。浄土業を修行の中心にし、「阿弥陀仏の浄土法門」を唱えた。
隋の時代、天台大師もこの地を訪れ、足を休めた。日本でも有名な鑑真大師は六度目の日本への渡航に挑戦する前に、この地を訪れ、日本の浄土宗への伝承の大きな役割を果たした。中国で有名な南宋時代の将軍、岳飛も母親のために、この地を訪れたことがある。
日中国交正常化20周年の際、日本の浄土宗団体が二度この地を訪れ、蓮と蓮の実を贈った。日本の浄土宗総長であった成田有恒氏と果公上人が手を携えて蓮の池に入り、友好と平和を象徴する青蓮華を共同で植えた。
また、東林寺には東林大仏という大きな阿弥陀如来の銅像が建てられているが、場所が離れている。東大寺は廬山の西側にあり、東大大仏は南側にあり、約25キロ離れている。